# Gmina Welton

Położenie Gminy Welton w hrabstwie Clinton

Gmina Welton (ang. Welton Township) – gmina w USA, w stanie Iowa, w hrabstwie Clinton. Według danych z 2000 roku gmina miała 528 mieszkańców, a jej powierzchnia wynosi 83,28 km².